# His Wife's Husband (film, 1915)
Pour l’article homonyme, voir His Wife's Husband (film, 1922).
His Wife's Husband est un film muet américain réalisé par Al Christie et sorti en 1915.

## Fiche technique
- Titre : His Wife's Husband
- Réalisation : Al Christie
- Production : Nestor Film Company
- Distribution : Universal Film Manufacturing Company
- Genre : Comédie
- Durée : 10 minutes
- Date de sortie : 
  - États-Unis : 12 mars 1915

## Distribution
- John Francis Dillon : Jack
- Billie Rhodes : Billie
- Neal Burns : Neal
- Stella Adams
- Dolly Ohnet